# Zlatá kopačka
Zlatá kopačka (francouzsky Soulier d'Or, anglicky European Golden Shoe) je evropská prestižní cena udělovaná od sezony 1967/68 francouzským časopisem L'Équipe tomu fotbalistovi, který dosáhne největšího počtu bodů za nastřílené góly v uplynulé sezoně v kterékoli nejvyšší evropské fotbalové lize. Těchto bodů se dosáhne tím, že se nastřílené góly hráče vynásobí koeficientem dané ligy, ve které působil. Do sezony 1991/92 byla cena udělována nejlepšímu kanonýrovi z kterékoliv evropské ligy (bez ohledu na obtížnost). To relativně znevýhodňovalo střelce z nejlepších evropských lig, kde bylo obtížnější se v silnější hráčské konkurenci prosadit.
V letech 1992–1996 nebyla cena oficiálně udělena kvůli aféře na Kypru z roku 1991, kde kyperská fotbalová asociace protestovala proti vítězství Makedonce Darka Pančeva s 34 góly (oficiálnímu uvedení hráčů kyperské ligy Besirevice a Xiourouppase s pouhými 19 góly, ačkoli údajně jiný hráč měl dosáhnout 40 gólů v sezoně). Kvůli aféře dostal vítěz za sezonu 1990/91 Darko Pančev cenu dodatečně až v roce 2006. Podezřelé bylo i prvenství Rumuna Rodiona Cămătarua z roku 1987, ten dosáhl 20 z celkových 44 gólů v posledních 6 zápasech sezony. O několik let později představitelé Rumunské fotbalové asociace uvedli, že Cămătaruovo vítězství bylo zmanipulované a po 20 letech se druhý v pořadí, Rakušan Toni Polster, dočkal Zlaté kopačky také.
V roce 1997 byla cena znovu obnovena, tentokrát s bodovým koeficientem, kterým se násobí počet vstřelených gólů. Každá liga je ohodnocena koeficientem UEFA, který má vyjadřovat její obtížnost (ten závisí zase na výsledcích klubů v evropských pohárových soutěžích). Nastřílené branky v prvních pěti evropských ligách podle koeficientu UEFA jsou násobeny dvěma, v ligách od šestého do jedenadvacátého místa pak číslem 1,5. Branky v ligách od dvaadvacátého místa níže jsou ohodnoceny koeficientem jedna. 

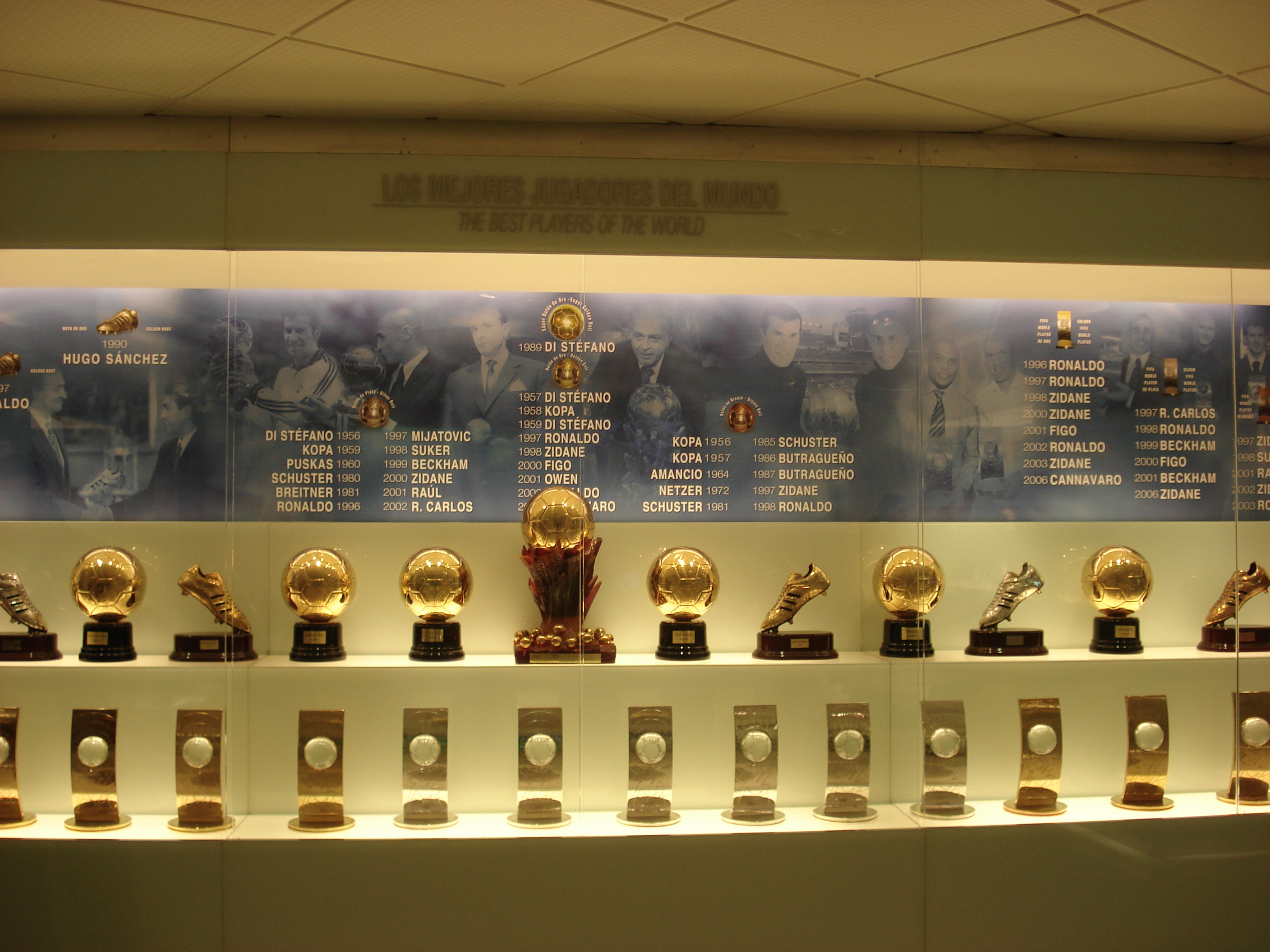
Zlaté kopačky v muzeu Real Madrid

## Přehled vítězů
Zdroje:
| Ročník    | Hráč                          | Klub                             | Počet branek / bodů      |                          |
| --------- | ----------------------------- | -------------------------------- | ------------------------ | ------------------------ |
| 1967/68   | Eusébio                       | Benfica Lisabon                  | 42 branek                |                          |
| 1968/69   | Petar Žekov                   | CSKA Sofia                       | 36 branek                |                          |
| 1969/70   | Gerd Müller                   | Bayern Mnichov                   | 38 branek                |                          |
| 1970/71   | Josip Skoblar                 | Olympique Marseille              | 44 branek                |                          |
| 1971/72   | Gerd Müller                   | Bayern Mnichov                   | 40 branek                |                          |
| 1972/73   | Eusébio                       | Benfica Lisabon                  | 40 branek                |                          |
| 1973/74   | Héctor Yazalde                | Sporting Lisabon                 | 46 branek                |                          |
| 1974/75   | Dudu Georgescu                | Dinamo Bukurešť                  | 33 branek                |                          |
| 1975/76   | Sotiris Kaiafas               | Omonia Nikósie                   | 39 branek                |                          |
| 1976/77   | Dudu Georgescu                | Dinamo Bukurešť                  | 47 branek                |                          |
| 1977/78   | Hans Krankl                   | Rapid Vídeň                      | 41 branek                |                          |
| 1978/79   | Kees Kist                     | AZ Alkmaar                       | 34 branek                |                          |
| 1979/80   | Erwin Vandenbergh             | Lierse SK                        | 39 branek                |                          |
| 1980/81   | Georgi Slavkov                | Trakia Plovdiv                   | 31 branek                |                          |
| 1981/82   | Wim Kieft                     | Ajax Amsterodam                  | 32 branek                |                          |
| 1982/83   | Fernando Gomes                | FC Porto                         | 36 branek                |                          |
| 1983/84   | Ian Rush                      | Liverpool FC                     | 32 branek                |                          |
| 1984/85   | Fernando Gomes                | FC Porto                         | 39 branek                |                          |
| 1985/86   | Marco van Basten              | Ajax Amsterodam                  | 37 branek                |                          |
| 1986/87   | Rodion Cămătaru Toni Polster  | Dinamo Bukurešť FK Austria Vídeň | 44 branek 39 branek      |                          |
| 1987/88   | Tanju Çolak                   | Galatasaray Istanbul             | 39 branek                |                          |
| 1988/89   | Dorin Mateuț                  | Dinamo Bukurešť                  | 43 branek                |                          |
| 1989/90   | Hugo Sánchez Christo Stoičkov | Real Madrid CSKA Sofia           | 38 branek                |                          |
| 1990/91   | Darko Pančev                  | CZ Bělehrad                      | 34 branek                |                          |
| 1992–1996 | Cena oficiálně neudělena      | Cena oficiálně neudělena         | Cena oficiálně neudělena | Cena oficiálně neudělena |
| 1996/97   | Ronaldo                       | FC Barcelona                     | 34 branek / 68 bodů      |                          |
| 1997/98   | Nikos Machlas                 | Vitesse                          | 34 branek / 68 bodů      |                          |
| 1998/99   | Mário Jardel                  | FC Porto                         | 36 branek / 72 bodů      |                          |
| 1999/00   | Kevin Phillips                | Sunderland AFC                   | 30 branek / 60 bodů      |                          |
| 2000/01   | Henrik Larsson                | Celtic FC                        | 35 branek / 52,5 bodů    |                          |
| 2001/02   | Mário Jardel                  | Sporting Lisabon                 | 42 branek / 63 bodů      |                          |
| 2002/03   | Roy Makaay                    | Deportivo de La Coruña           | 29 branek / 58 bodů      |                          |
| 2003/04   | Thierry Henry                 | Arsenal FC                       | 30 branek / 60 bodů      |                          |
| 2004/05   | Diego Forlán Thierry Henry    | Villarreal CF Arsenal FC         | 25 branek / 50 bodů      |                          |
| 2005/06   | Luca Toni                     | ACF Fiorentina                   | 31 branek / 62 bodů      |                          |
| 2006/07   | Francesco Totti               | AS Řím                           | 26 branek / 52 bodů      |                          |
| 2007/08   | Cristiano Ronaldo             | Manchester United                | 31 branek / 62 bodů      |                          |
| 2008/09   | Diego Forlán                  | Atlético Madrid                  | 32 branek / 64 bodů      |                          |
| 2009/10   | Lionel Messi                  | FC Barcelona                     | 34 branek / 68 bodů      |                          |
| 2010/11   | Cristiano Ronaldo             | Real Madrid                      | 40 branek / 80 bodů      |                          |
| 2011/12   | Lionel Messi                  | FC Barcelona                     | 50 branek / 100 bodů     |                          |
| 2012/13   | Lionel Messi                  | FC Barcelona                     | 46 branek / 92 bodů      |                          |
| 2013/14   | Luis Suárez Cristiano Ronaldo | Liverpool FC Real Madrid         | 31 branek / 62 bodů      |                          |
| 2014/15   | Cristiano Ronaldo             | Real Madrid                      | 48 branek / 96 bodů      |                          |
| 2015/16   | Luis Suárez                   | FC Barcelona                     | 40 branek / 80 bodů      |                          |
| 2016/17   | Lionel Messi                  | FC Barcelona                     | 37 branek / 74 bodů      |                          |
| 2017/18   | Lionel Messi                  | FC Barcelona                     | 34 branek / 68 bodů      |                          |
| 2018/19   | Lionel Messi                  | FC Barcelona                     | 36 branek / 72 bodů      |                          |
| 2019/20   | Ciro Immobile                 | Lazio Řím                        | 35 branek / 70 bodů      |                          |
| 2020/21   | Robert Lewandowski            | FC Bayern Mnichov                | 41 branek / 82 bodů      |                          |
| 2021/22   | Robert Lewandowski            | FC Bayern Mnichov                | 35 branek / 70 bodů      |                          |
| 2022/23   | Erling Haaland                | Manchester City FC               | 36 branek / 72 bodů      |                          |
| 2023/24   | Harry Kane                    | FC Bayern Mnichov                | 36 branek / 72 bodů      |                          |
| 2024/25   | Kylian Mbappé                 | Real Madrid                      | 31 branek / 62 bodů      |                          |

Přehled fotbalistů s nejvíce nastřílenými brankami v letech 1992–1996
Zdroje:
| Ročník  | Hráč            | Klub               | Počet branek |
| ------- | --------------- | ------------------ | ------------ |
| 1991/92 | Ally McCoist    | Rangers FC         | 34           |
| 1992/93 | Ally McCoist    | Rangers FC         | 34           |
| 1993/94 | David Taylor    | Porthmadog FC      | 43           |
| 1994/95 | Arsen Avetisjan | Homenetmen FC      | 39           |
| 1995/96 | Zviad Endeladze | Margveti Zestafoni | 40           |

Pozn.: za ročníkem je uvedeno jméno hráče, klub, za který v dané sezoně hrál, a počet vstřelených branek, který je od ročníku 1996/97 hodnocen body dle koeficientu ligové soutěže.